# Тереза Французская (1736—1744)
Мария Тереза Фелисите Французская (16 мая 1736, Версаль — 28 сентября 1744, Фонтевро) — французская принцесса, дочь короля Франции Людовика XV и Марии Лещинской.

## Биография
Тереза Французская родилась во Версальском дворце и была седьмой дочерью и девятым ребёнком короля Людовика XV и его супруги-польки Марии Лещинской. С самого рождения она была известна как Мадам Шестая; её крестили под именем Мария Тереза Фелисите и при дворе к ней обращались Мадам Тереза. Как дочь короля Франции, она была дочерью Франции, с обращением к ней Ваше Королевское Высочество. Тереза была самой высокопоставленной особой женского пола при дворе после своей матери и старших сестёр.
Когда ей было всего два года, Мадам Шестая была доставлена в королевское аббатство Фонтевро во французской провинции Анжу. Вместе с ней в монастыре воспитывались её старшие сёстры, принцессы Виктория и София, и младшая Мария Луиза. Принцессы покинули Версаль 6 июня 1738 года с военным сопровождением и повозками с мебелью. В детстве Мадам Шестая часто болела, и её гувернантка отмечала, что это, вероятно, связано с тёплым климатом региона. В середине сентября 1744 года Мадам Шестая заболела оспой. 27 сентября она была крещена. Её крёстными родителями стали её няня и камердинер. Она умерла на следующий день. Ей было восемь лет, и она не видела своих родителей с момента её прибытия в Фонтевро.
Мадам Тереза похоронена в аббатстве Фонтевро, которое ранее было традиционным местом захоронения членов дома Плантагенетов.